# Ladiké
Ladiké (Λαδική; fl. i. e. 548–526) kürénéi görög hercegnő, II. Jahmesz egyiptomi fáraó felesége.

## Élete
III. Battosz, az ötödik kürénéi görög uralkodó és Pheretima királyné lányaként született, II. Arkeszilaosz kürénéi király és Erüxó királyné unokája, III. Arkeszilaosz kürénéi király testvére volt (bár Hérodotosz megjegyzi, hogy más beszámolók szerint II. Arkeszilaosz vagy pedig egy Kritobulosz nevű vezető kürénéi polgár volt Ladiké apja). Kürénében nőtt fel, i. e. 548 után lett II. Jahmesz fáraó negyedik felesége. Apja korábban szövetséget kötött Jahmesszel, hogy megvédjék Kürenaikát a helyi, líbiai néptől és nemesektől, Amaszisz pedig barátságuk megpecsételéseként egy kürénéi nőt kért feleségül. Battosz megengedte, hogy válasszon, Amaszisz pedig Battosz lányát, Ladikét választotta, akivel Kürénében kötött házasságot.
Ladiké kevéssé ismert az egyiptomi történelemben, neve nem szerepel a korszakból származó leleteken, és egyiptomi források sem említik, a házasság azonban elősegítette Egyiptom és mediterránumi szomszédai kulturális és kereskedelmi kapcsolatait.
Hérodotosz beszámolója szerint mikor Jahmesz visszatért új feleségével szaiszi palotájába, egy ideig nem tudta elhálni a házasságot, emiatt megvádolta Ladikét, hogy megbabonázta. Az asszonyt emiatt halálra ítélhették volna. Ladiké hiába tagadta a vádat, végül imádkozott Aphroditéhez, és megígérte neki, hogy szobrot állít neki Kürénében. A fáraónak ezután sikerült elhálnia vele a nászt, és beleszeretett az asszonyba. Ladiké felállítatta a szobrot, Kürénében, ahol kifelé nézett a városból; Hérodotosz idejében még állt.
Nem tudni, Ladikénak született-e gyereke a fáraótól. Jahmesznak két fia ismert, az első feleségétől született Jahmesz herceg, és a harmadiktól, Tentkheta királynétól született Pszammetik, aki III. Pszammetikként követte a trónon, és a dinasztia utolsó uralkodója lett. Jahmesz i. e. 526-ban halt meg, a következő évben II. Kambüszész perzsa király meghódította Egyiptomot, és mikor tudomást szerzett Ladiké kilétéről, biztonságban visszaküldte Kürénébe; további sorsa nem ismert.

## Fordítás
- Ez a szócikk részben vagy egészben  a   Ladice (Cyrenaean princess) című angol Wikipédia-szócikk ezen változatának fordításán alapul.  Az eredeti cikk szerkesztőit annak laptörténete sorolja fel. Ez a jelzés csupán a megfogalmazás eredetét és a szerzői jogokat jelzi, nem szolgál a cikkben szereplő információk forrásmegjelöléseként.